# Flughafen San Luis

i7
i11
i13
Der Flughafen San Luis (offiziell: Aeropuerto Brigadier Mayor César Raúl Ojeda) ist ein argentinischer Flughafen nahe der Stadt San Luis in der gleichnamigen Provinz. Der Flughafen wird von Aeropuertos Argentinas 2000 betrieben. Es werden Linienflüge nach Buenos Aires angeboten.

## Fluggesellschaften und Flugziele
| Fluggesellschaft      | Ziele                                           |
| --------------------- | ----------------------------------------------- |
| Aerolíneas Argentinas | Buenos Aires-Jorge Newbery, Buenos Aires-Ezeiza |
| Quellen:              |                                                 |